# Marguerite Georges
Marguerite Georges (Bayeux, 23 februari 1787 – Passy, 11 januari 1867) was een Franse toneelactrice.

## Biografie
Ze werd geboren onder de naam Marguerite-Josephine Weimer als dochter van een Duitser die werkte voor het theaterorkest van Amiens. Ze maakte haar debuut op het toneel van de Comédie-Française in 1802 toen ze nog maar vijftien jaar oud was. Twee jaar later werd ze aldaar ook sociétaire. Tussen 1802 en 1804 had ze een verhouding met Napoleon Bonaparte en hij zou ook de reden zijn geweest waarom ze in 1808 Frankrijk verliet.
In 1808 maakte ze deel uit van het Franse theater in Sint-Petersburg waar ze in Racine's Phèdre speelde. Ze zou tot aan 1812 in Rusland actief blijven. In het seizoen 1812-1813 begon ze met een Europese toer waarbij ze onder andere optrad in het Kungliga Dramatiska Teatern in Stockholm en in Dresden.
Georges keerde in 1813 terug naar Frankrijk waar ze optrad in het Théâtre de l'Odéon. In 1814 kreeg ze een dochter, Maria Alexandrovna Parijskaia, wier vader tsaar Alexander I van Rusland was. Volgens geruchten zou Georges in deze periode ook een relatie hebben gehad met Arthur Wellesley, de hertog van Wellington, maar er is vrij weinig informatie die deze claim ondersteunt.
Tussen 1831 en 1849 stond ze op de planken van het Théâtre de la Porte Saint-Martin. In 1853 ging Georges met pensioen en kreeg ze een toelage van Jerôme Bonaparte. Na haar overlijden betaalde keizer Napoleon III voor haar begrafenis.